# حصار حلب 1980
حصار حلب هي عملية عسكرية نفذتها  الحكومة السورية بقيادة حافظ الأسد في عام 1980 أثناء الصراع المسلح بين الجماعات السنية بما في ذلك جماعة الإخوان المسلمين والحكومة السورية. ارتكبت الحكومية عدة مجازر خلال العملية.

## خلفية الأحداث

### الاحتجاجات وأعمال العنف
ينظر إلى حلب تقليدياً على أنها أهم مدينة في سوريا بعد دمشق، وكانت مركزاً هاماً لأعضاء المعارضة الديمقراطية والعلمانية السورية، فضلاً عن المعارضة الإسلامية المسلحة. كانت المدينة مسرحاً لمعركة مدرسة المدفعية في حلب التي قادها الشهيد النقيب إبراهيم اليوسف  في حزيران/يونيو 1979، وشهدت أيضًا معارك واشتباكات دائرة بين قوات الأمن الحكومية والمعارضة الإسلامية في خريف عام 1979. الخلايا المسلحة للمعارضة الإسلامية الراديكالية هاجموا دوريات الشرطة والحكومة؛ ونتيجةً لذلك شنّ جيش وقوات الأمن الحكومة السورية حملة اعتقالات أسفرت عن سقوط العديد من الضحايا.
قَمعت قوات الأمن الحكومية المعارضة وداهمت مراكزها وأماكن الاجتماعات. وكانت قوات الأمن الحكومية تتألف من 5,000 من جنود سرايا الدفاع، فضلاً عن آلاف أفراد الشرطة ومختلف أجهزة أمن الدولة الأخرى؛ وعلى الرغم من التواجد الكثيف للحكومة فقد سقطت قطاعات كبيرة من حلب عن سيطرة الدولة السورية.

### الزيادة في نشاط المعارضة
انفجر العنف في المدينة في نوفمبر 1979، بعد أن ألقت قوات الأمن القبض على الشيخ زين الدين خير الله، صوت رائد بين الإسلاميين وإمام معتاد لصلاة الجمعة في جامع حلب الكبير. في أعقاب الاعتقال ازداد نشاط وعنف المعارضة أضعافاً مضاعفة، مع مظاهرات يومية وإضرابات ومقاطعة، وتزايدت الهجمات على مكاتب حزب البعث. كانت المعارضة الإسلامية أكبر تهديد للدولة، كما كانت الأفضل تسليحاً وتنظيماً، على الرغم من أن المعارضة العلمانية هددت الدولة البعثية بسبب دعمها على نطاق واسع بين الطبقات المتوسطة، فضلاً عن مجموعات أقلية معارضة للإسلاميين.

## الهجوم

### حملة القمع
في أوائل مارس 1980 أغلقت جماعة الإخوان المسلمين السورية المنطقة التجارية بحلب لمدة أسبوعين. حفزت الإضرابات إضرابات تعاطف في مدن أخرى بما في ذلك حماة وحمص وإدلب ودير الزور والحسكة.
رداً على كل من الإضرابات والزيادة العامة في نشاط المعارضة، في منتصف مارس أعيد نشر وحدات الفرقة الثالثة في الجيش السوري إلى حلب من دمشق ولبنان. وجرى تعزيز الفرقة بوحدات القوات الخاصة، فضلاً عن وحدات إضافية من سرايا الدفاع. قوات الحكومة السورية، التي تضم نحو 30,000 رجل من وحدات النخبة والموالين، حاصرت وطوقت حلب.
دخلت وحدات القوات الخاصة المدينة لأول مرة في 1 أبريل 1980. بدورها نُشرت الفرقة الثالثة قواتها في 6 أبريل. ونشرت الفرقة جنودها إلى جانب مئات من الدبابات والعربات المدرعة، التي شاركت في حملة قمع وحشية، حيث غالباً ما أطلقوا النار عشوائياً على الممتلكات السكنية. وقد قامت قوة الحكومة بعزل الأحياء، ومن ثم البحث من منزل إلى منزل عن المشتبه فيهم والأسلحة. أفادت الأنباء أن اللواء شفيق فياض وقف على دبابة في 5 أبريل، وأعلن عن رغبته في «قتل ألف شخص يومياً لتخليص المدينة من جرذان الإخوان المسلمين».
أدى الهجوم الحكومي إلى مئات القتلى من المدنيين قبل منتصف أبريل، بينما تم احتجاز الكثير في مواقع الاحتجاز المنتشرة في جميع أنحاء المدينة. أقامت وحدات القوات الخاصة معتقل في القلعة.

## التمرد والمجازر
استعادت القوات الحكومية إلى حد كبير السيطرة على المدينة قبل مايو على الرغم من أن الوضع كان لا يزال متوتراً. ولكن العنف اندلع من جديد في صيف عام 1980. انتقاماً لهجوم على دورية تابعة لحكومة، اعتقلت وحدات القوات الخاصة الذكور بشكل عشوائي في حي سوق الأحد في 1 يوليو. واعتقلت الوحدات مجموعة عشوائية من 200 من الذكور الذين تتراوح أعمارهم بين خمسة عشر فما فوق، وانتقلت بعد ذلك إلى فتح النار عليهم مما أسفر عن مقتل 42 وجرح ما يزيد عن مائة وخمسين.

### مجزرة المشارقة
صباح عيد الفطر، 11 أغسطس 1980، رداً على هجوم على دورية تابعة للحكومة، أعطى قائد القوات الخاصة هاشم معلا أوامر لرجاله بتطويق حي المشارقة، وأمر بتفريغ الناس من منازلهم بشكل عشوائي. ثم سار هؤلاء الناس إلى مقبرة قريبة. قرب قبر إبراهيم هنانو أمرت الوحدات بإطلاق النار، مما أسفر عن مقتل بين 83 و 100 من المواطنين، معظمهم من الأطفال. أُصيب عدة مئات آخرين بجراح. في وقت لاحق، دفنت الجرافات الجثث، بينما كان بعضهم ما يزال على قيد الحياة. تعزيزاً للطابع العشوائي لعملية الاختيار، شمل بعض هؤلاء القتلى أعضاء حزب البعث والعاملين في الحكومة وآخرين من أنصار الحكومة.

### مجزرة بستان القصر
في اليوم التالي لعيد الفطر، والمذبحة التي وقعت في حي المشارقة، احتلت الفرقة المدرعة الثالثة حلب واقتيد 35 مواطن من منازلهم وقتلوا رمياً الرصاص.

### مجزرة أقيول
إعدام أكثر من 2,000 شاب في ساحة الأمجلي في حي أقيول بحلب، لأن مسؤول تنظيم الإخوان المسلمين عن حلب مصطفى قصار من هذا الحي. [هل المصدر موثوق به؟]

## النتيجة

### الخسائر
لقي ما يقدر بـ1،000–2,000 شخصاً مصرعهم على أيدي قوات الأمن أثناء الحصار، إما أثناء الاشتباكات، بشكل عشوائي، أو كجزء من الإعدام بإجراءات موجزة. وقبض على الأقل على 8,000، مع تحدث مصادر أخرى عن 10,000 سجين. من 1979 إلى 1981 قتلت قوات الإخوان المسلمين أكثر من 300 شخص في حلب؛ تقريباً جميعهم من المسؤولين البعثيين العلويين، ولكن أيضًا بما في ذلك بعض رجال الدين الذين كان قد أدانوا أعمال القتل هذه والحملة الإرهابية المسلحة لجماعة الإخوان المسلمين.